# Radlická
Radlická – stacja linii B metra praskiego (odcinek III.B), położona w dzielnicy Radlice w pobliżu ulicy Radlickiej.